# Firozpur (stad)
Firozpur is een nagar panchayat (plaats) in het district Firozpur van de Indiase staat Punjab. 

## Demografie
Volgens de Indiase volkstelling van 2011 wonen er 110.313 mensen in Firozpur, waarvan 58.451 mannen en 51.862 vrouwelijk is. In 2001 werden er 95.451 inwoners geteld, terwijl dit er in 1991 nog 78.738 waren.
Ongeveer 70,5% van de bevolking was hindoe, terwijl 26,3% uit sikhs en 2,4% uit christenen bestond.